# 中国2010年上海世界博览会澳大利亚馆
31°11′04″N 121°28′50″E / 31.1845724°N 121.4806366°E
中国2010年上海世界博览会澳大利亚馆是2010年上海世博会上代表澳大利亚的展馆，位于世博园区B片区。澳大利亚馆的主题是“畅想之洲”，工程于2009年5月15日竣工。其国家馆日为2010年6月21日。

澳大利亚馆吉祥物——鹏鹏

澳大利亚馆高约20米，总面积为4800平方米。其外观为红赭色，加上柔美曲折的轮廓线，以展示澳大利亚红赭色的泥土和曲折的海岸线。由于外表面采用的是耐风化钢覆层材料，其见颜色将会逐渐加深。展馆的内部为三个活动区，主题分别为“旅行”、“发现”和“畅享”。其中，“旅行”区将会呈现澳大利亚原住民的历史和文化。
澳大利亚馆的吉祥物为一只澳大利亚本地特有的笑翠鸟，其中文名为“鹏鹏”。